# スモールライト
スモールライトは、藤子・F・不二雄の漫画『ドラえもん』に登場するひみつ道具。初登場は「ねずみこわーい」（「小学一年生」1970年4月号掲載、藤子・F・不二雄大全集『ドラえもん』第3巻に収録）。

## 概要
懐中電灯を模した、物体の縮小に用いる道具。縮小スイッチを押し、発せられる光を物体に当てると、その物体を小さくする。発した光を鏡で反射された場合は自分自身（所持品等も含む）が縮小する。
反対の機能を持つ道具としてビッグライトがある。
同様の機能を持つ道具として「ガリバートンネル」や「いっすんぼうし」がある。ただし、これらの道具は一定の縮小率でしか小さくなれないが、スモールライトは縮小率を自由に調節できるという特徴がある（光を当てる時間が長いほど対象物はより小さくなる）。
発した光の範囲を上回るほど巨大な物体でも、光が命中さえすれば問題なく縮小することが可能。しかし作品によっては、この設定が無視されている場合があり、スモールライトの光が全体に届かなかったり、小さくしたいものが巨大過ぎる為にスモールライトのエネルギーが足りないという理由で、効力を発揮しなかった作品が存在する。
原作の劇中では、動力源について具体的に説明されたことはない。ひみつ道具の事典では「一般的な1.5ボルトアルカリ電池2本を動力源とする。縮小スイッチを押すと、3ボルトの電圧によりエネルギー転換装置が作動し、電気を縮小ビームに変えて、物質縮小ライトより光線を出す。またリザーブタンクを内蔵するため、もし電池が切れた場合でも、リザーブパワーにより1回のみ使用することができる」と説明されている。
『ドラえもん のび太の宇宙小戦争』では、効力には時間制限があり、縮小してからある程度（『のび太の宇宙小戦争』の劇中では、およそ1日～数日程度。多少個人差があり、縮小した全てが同じ制限時間とはならない）時間が経過すると勝手に元の大きさに戻ると説明されている。しかし作品によっては、この時間制限の設定が無視されている場合があり、スモールライトで小さくしたものをビッグライトで元に戻す、あるいはビッグライト（を含む物体および生物を巨大化させる道具）で大きくしたものをスモールライトで元に戻す作品が存在する。また『のび太の宇宙小戦争』よりも有効時間が短く描写された（およそ数十分～数時間程度で元に戻っている）作品も存在する。
復元スイッチを押すと「解除光線」を発する。これを照射することで、時間制限にかかわらず、縮小された物体を元の大きさに戻すことができる。作品によってはビッグライトと同様の物体を大きくする機能が備わっていることがあり、これを「ビッグライトモード」と呼ぶ作品もある。
ドラえもん映画作品での戦闘場面では、敵を小さくして戦闘能力を失わせる武器としてしばしば使用される。
作品によって色が黄色だったり、あるいは薄い青だったりすることがあり、作画設定や色設定が統一されていなかった時期がある。テレビアニメ第2作第2期からは、デザインが統一されている。
『ザ・ドラえもんズ スペシャル』第8巻収録『消えた王国 第4章 ドラメットの決断』では、巨大生物に対抗してスモールライトを巨大なライトの電球の部分に取り付けて、即席の巨大なライトを作っている。ライトの効果は上がるが、強力な電流でライトのフィラメントが焼き切れる為、使えるのは1回だけとされていた（他のひみつ道具のライトも共通。ただし原作漫画では、このような設定及び描写は存在しない）。

## 関連道具

### ビッグライト
藤子・F・不二雄の漫画『ドラえもん』に登場するひみつ道具。初登場は「なんでも大きくなるライト」（「よいこ」1970年11月号掲載、藤子・F・不二雄大全集『ドラえもん』第18巻に収録）。ちなみに「デカライト」と呼ばれている話もあったが、後に呼称は全て「ビッグライト」で統一された。
懐中電灯を模した、物体の拡大に用いる道具。テレビアニメ第2作第2期で扱われるデザインは発光部分が四角となっているが、『ドラえもん最新ひみつ道具大事典』等のようにスモールライトと似たデザインになっている場合もある。スイッチを入れると拡大ビームを発し、その光を物体に当てると、その物体を大きくすることができる。スモールライトとは異なり、ビッグライトは時間経過で元の大きさに戻る描写はなく、更には効力が永続することを前提とした作品も存在する。

テレビアニメ第2作第2期「巨大スネ夫あらわる!」（2011年11月9日放送）では、のび太が自分の街を巨大化させており、テレビアニメ第2作第2期「日食を見よう」（2012年5月12日放送）では、ドラえもんが自分の顔を月と同じ大きさまでビッグライトで大きくした。
大長編ドラえもんや、ドラえもん映画作品では、ラスボスとの最終決戦でのとどめとして使われる事が多い。
『ドラえもん のび太のひみつ道具博物館』でドラえもん一行が訪れるクルトの家には、これを改造した、特定の部分のみを大きくする「ビックリライト」がある。